# البنك المركزي العماني
أنشئ البنك المركزي العماني في الأول من ديسمبر عام 1974 بمقتضى القانون المصرفي رقم 7/74 (المعدل بالمرسوم السلطاني رقم 114/2000) كنتيجة طبيعية لتطور النظام النقدي والمالي في السلطنة فحتى عام 1970م، عندما تولى قابوس بن سعيد مقاليد الأمور لم تكن هنالك سلطة وطنية مسؤولة عن الإشراف والرقابة على الجهاز المصرفي الناشئ، حيث كان عدد البنوك لا يتجاوز ثلاثة بنوك، وكان النشاط المصرفي محدوداً. ولقـد سبق إنشـاء البنـك المركزي العمانـي هيئتين رسميتين همـا «سلطة نقد مسقط» التي أُنشئت في عام 1970م، و«مجلس النقد العماني» الذي أُنشئ في عام 1972م، وبالرغم من أنهما لم يتمتعا بصلاحيات مصرفية كاملة إلا أنهما مهّدا الطريق لظهور البنك المركزي العماني.

## الأنشطة التي يقوم بها البنك
يعتبر البنك المركزي العماني بنك الحكومة الرسمي، حيث يحتفظ بودائعها، كما يقوم بمنحها قروضاً قصيرة الأجل لتغطية العجز المؤقت في الإيرادات المتكررة في حدود نسبة محددة. كما يقوم بإدارة القروض نيابة عن الحكومة. ويحتفظ في جميع الأوقات بجزء من أرصدة الدولة بالعملة الأجنبية كغطاء للنقد المتداول بنسب محددة.
ويقبل البنك المركزي العماني الودائع من البنوك العاملة بالبلاد، كما يمنحها تسهيلات ائتمانية، ويقبل كذلك الودائع من البنوك المركزية الأجنبية والمؤسسات النقدية والمالية الدولية. هنالك نوعان من الودائع التي يقبلها البنك المركزي العماني من البنوك التجارية: النوع الأول، الودائع الإلزامية المقررة بموجب أحكام القانون المصرفي أو التي يقررها مجلس المحافظين، والنوع الثاني الودائع الاختيارية التي تودعها البنوك برغبتها للحصول على الفوائد المرتبطة بهذا النوع من الودائع.
هذا إلى جانب الأنشطة التقليدية التي يمارسها:
يمارس أنشطة الاستثمار من خلال شراء وبيع الأدوات المالية ويحدد سعر الخصم وسعر إعادة الخصم للأوراق التجارية وغيرها، ويوفر خدمات المقاصة لجميع البنوك الأعضاء بغرفة المقاصة. كما يقوم بإصدار العملة الوطنية ويراقب تداولها والمحافظة على قيمتها المحلية والدولية ويقوم بإدارة الأصول الأجنبية للسلطنة. بالإضافة إلى هذه يمارس البنك المركزي العماني وظيفة مستشار الحكومة في الأمور الاقتصادية، بصفة عامة، والأمور النقدية والمالية، بصفة خاصة.
لقد أدى التوسع المطرد في القطاع المصرفي إلى تزايد اعداد فروع البنوك التجارية والمتخصصـة العاملة بسلطنة عمان ولتوفير الخدمـات لهذه الفروع قـام البنك المركزي العماني ومقره محافظة مسقط بافتتاح فرعين له، أحدهما في صلالة (المنطقة الجنوبية) في عام 1978م والآخر في صحار (المنطقة الشمالية) في عام 1988م. لتغطي خدمات البنك المركزي المصرفية الهامـة والتي تشمل المقاصـة والتحويلات ما بين البنوك وإصدار واسترداد العمـلات وبيع العملات التذكارية واستبدال العملات الورقية بعملات ورقية جديدة، وغيرها.

## مجلس محافظي البنك المركزي العماني
تقع مسؤولية الإشراف العام وإدارة البنك المركزي العماني على مجلس المحافظين، الذي يتكون من سبعة أعضاء يعينهم السلطان هيثم بن طارق آل سعيد ويتمتع بسلطات وصلاحيات كاملة للقيام بجميع الأعمال اللازمة لإدارة البنك المركزي وعملياته والرقابة على الأعمال المصرفية بالسلطنة.

## وصلات خارجية
- الموقع الرسمي للبنك المركزي العُماني

## المصدر
- الموقع الرسمي لوزارة الإعلام العمانية - الهيئات والمؤسسات الحكومية